# Método de Copeland
O método de Copeland ou o método de agregação de pares de Copeland é um método de Condorcet Smith-eficiente, no qual os candidatos são ordenados pelo número de vitórias aos pares (o número de outros candidatos que, numa eleição entre esse candidato e o outro candidato, mais eleitores preferem o primeiro candidato ao outro candidato), menos o número de derrotas aos pares.  Foi inventado por Ramon Llull em seu tratado de 1299, Ars Electionis, mas sua forma contava só as vitórias aos pares e não derrotas (o que poderia levar a um resultado diferente no caso de empate aos pares). 